# Dom von Fidenza

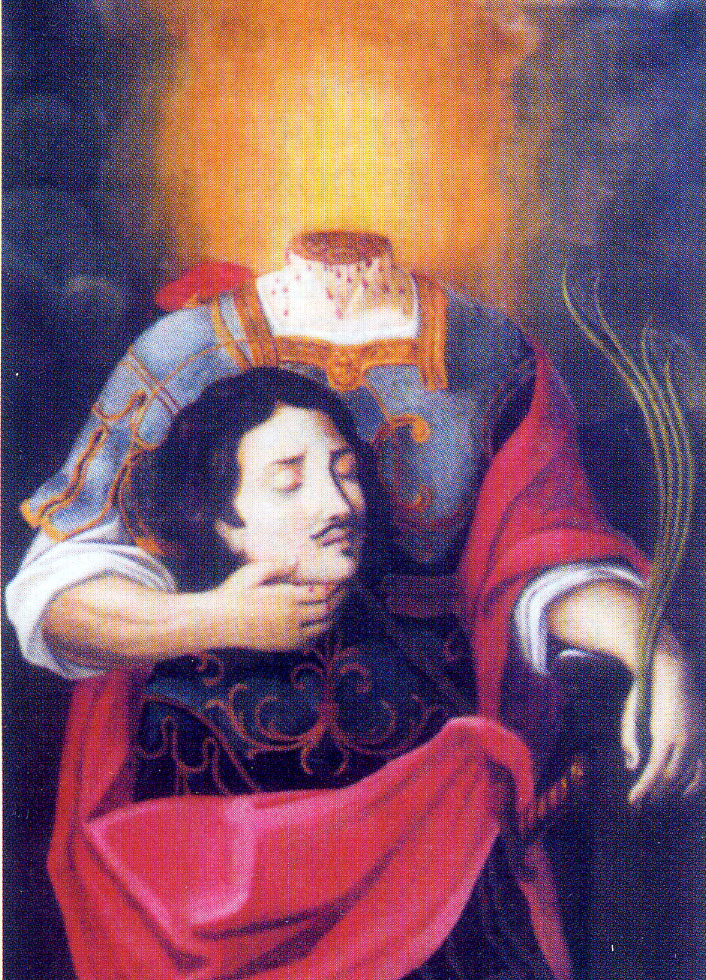
Heiliger Donnino. Bild aus dem 16. Jahrhundert.

Der Dom von Fidenza ist die Kathedrale der Diözese Fidenza. Sie ist dem Märtyrer San Donnino geweiht.

## Bauwerk
Die Kathedrale stammt aus dem 12. Jahrhundert und ist ein wichtiges Denkmal für die lombardisch-romanischen Kirchen des 11. bis 13. Jahrhunderts in Oberitalien. Sie ist das bedeutendste Gebäude der Stadt. Die unvollendete Westfassade mit ihren zwei Türmen und drei Portalen mit vorspringenden Hallen und Skulpturen gilt als wichtiges Werk der emilianischen Romanik. Sie wird dem Baumeister Benedetto Antelami oder seiner Schule zugeschrieben. In vielen Details wird das Motiv des Pilgerns und Reisens aufgegriffen. Der Innenraum der dreischiffigen Basilika ist in einem von der Romanik zur Gotik übergehenden Stil gestaltet. Kräftigere und schlankere Pfeiler mit würfelförmigen Kapitellen wechseln sich ab.

## Der Heilige Donnino
Die Legende erzählt, dass Donnino ein hochrangiger Beamter des römischen Kaisers Maximian war. Dieser wollte es nicht hinnehmen, dass einer seiner Vornehmen den christlichen Glauben annahm. Donnino musste aus Trier nach Italien fliehen, wo ihm die meisten Städte keinen Einlass gewährten.
In Fidenza nahm man ihn auf, doch wurde er hier von Soldaten Maximians ergriffen und um das Jahr 296 enthauptet. Die Legende erzählt weiter, dass Donnino seinen abgeschlagenen Kopf unter den Arm nimmt, den Fluss Stirone überquert und jenseits des Flusses seine letzte Ruhestätte findet. Auch nach seinem Tod wurden ihm noch Wunder, die meist im Zusammenhang mit Reisen und Verkehr standen, zugeschrieben. So wurde er zu einem Schutzpatron der Pilger. Sein Festtag ist der 9. Oktober.

## Bilder

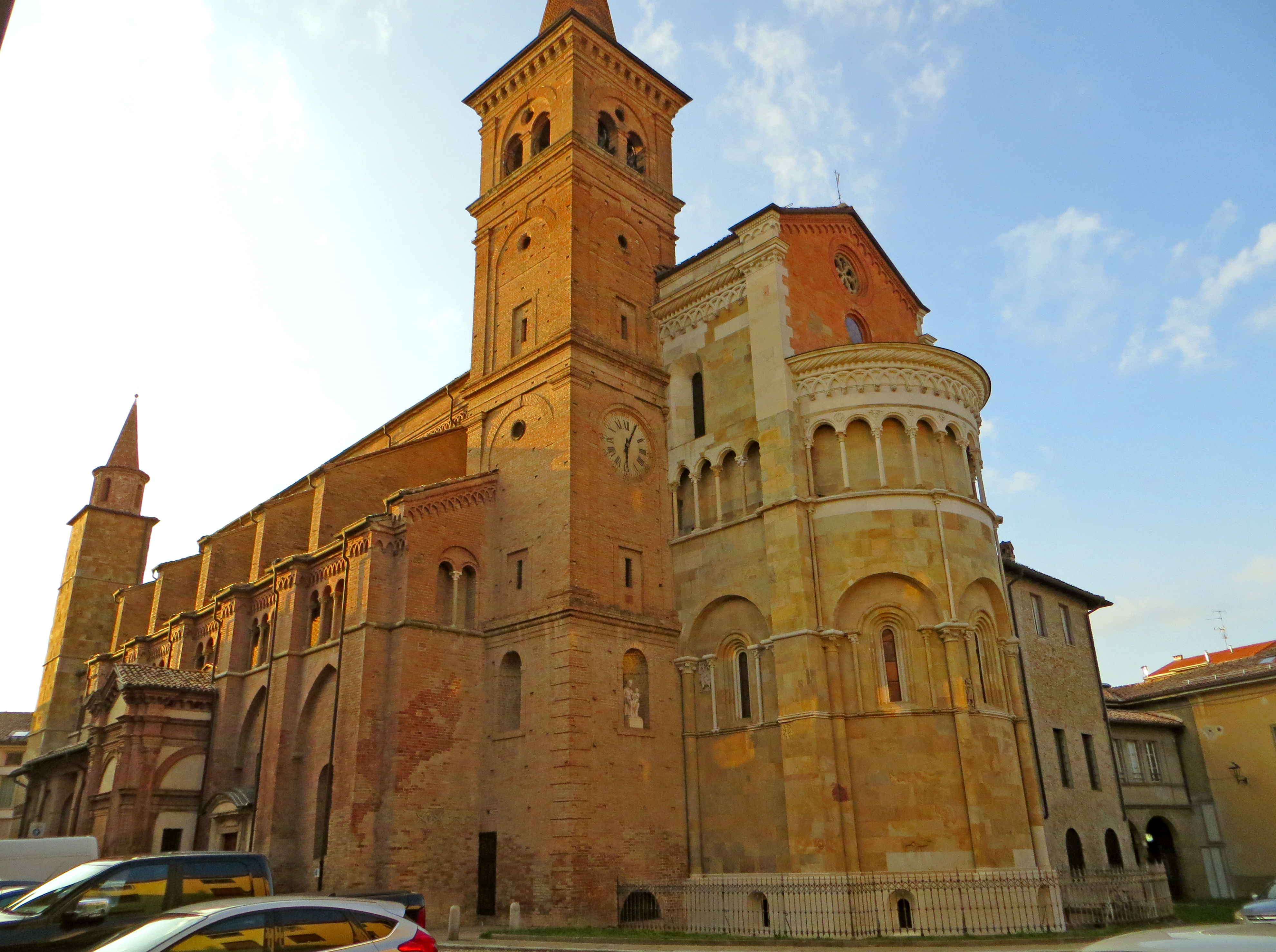
Dom, Ostseite
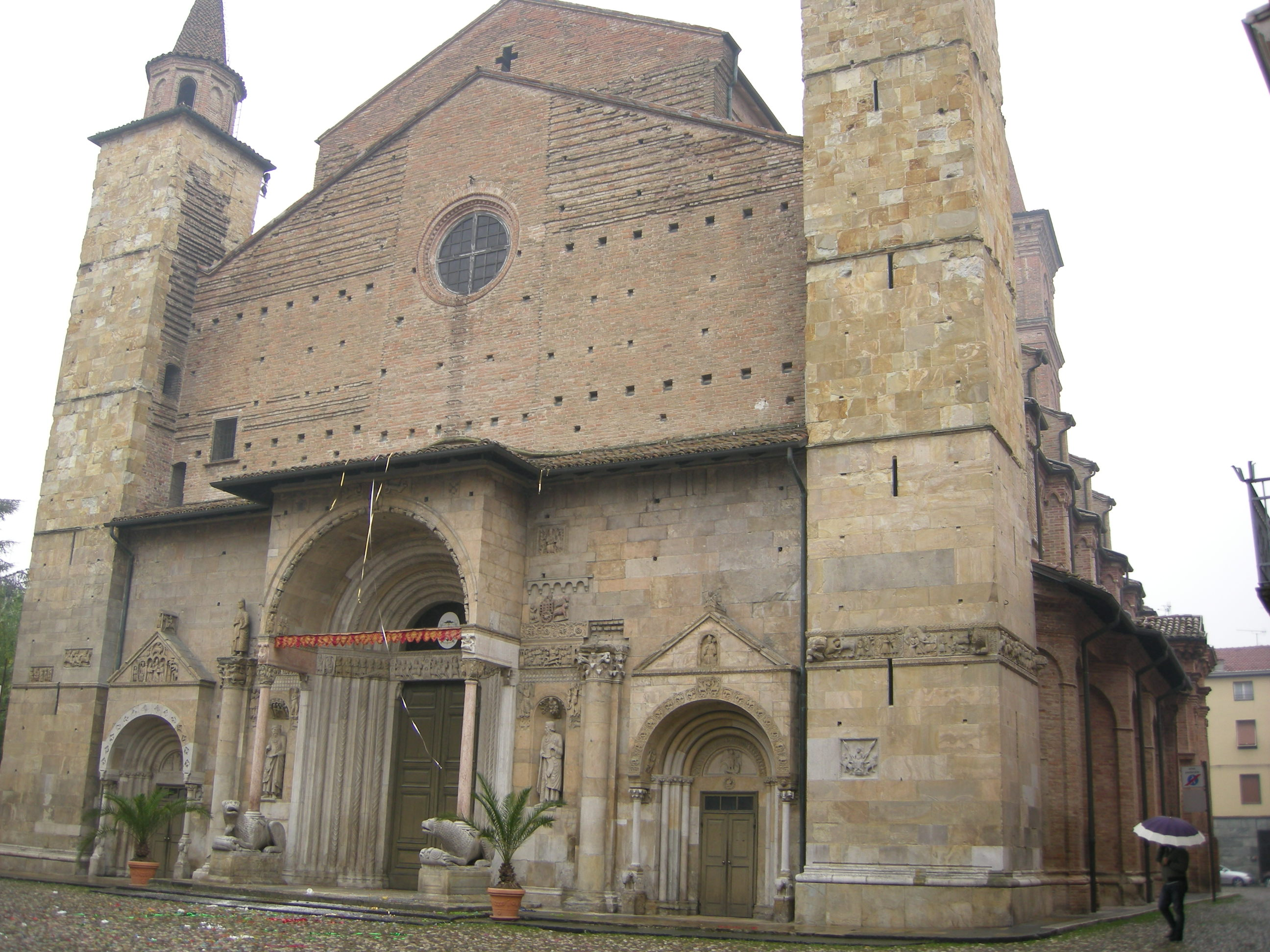
Dom, Westseite
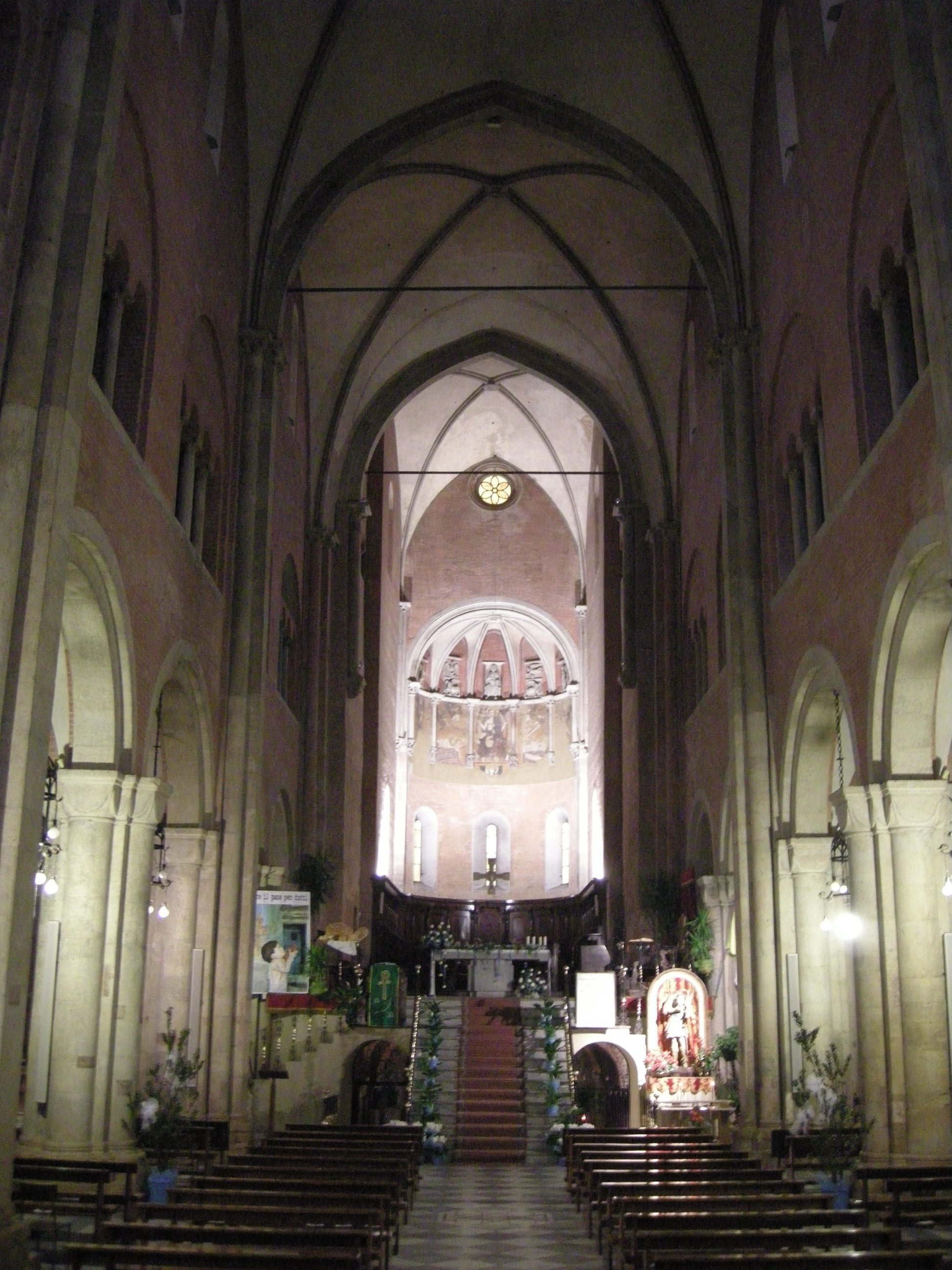
Kirchenschiff
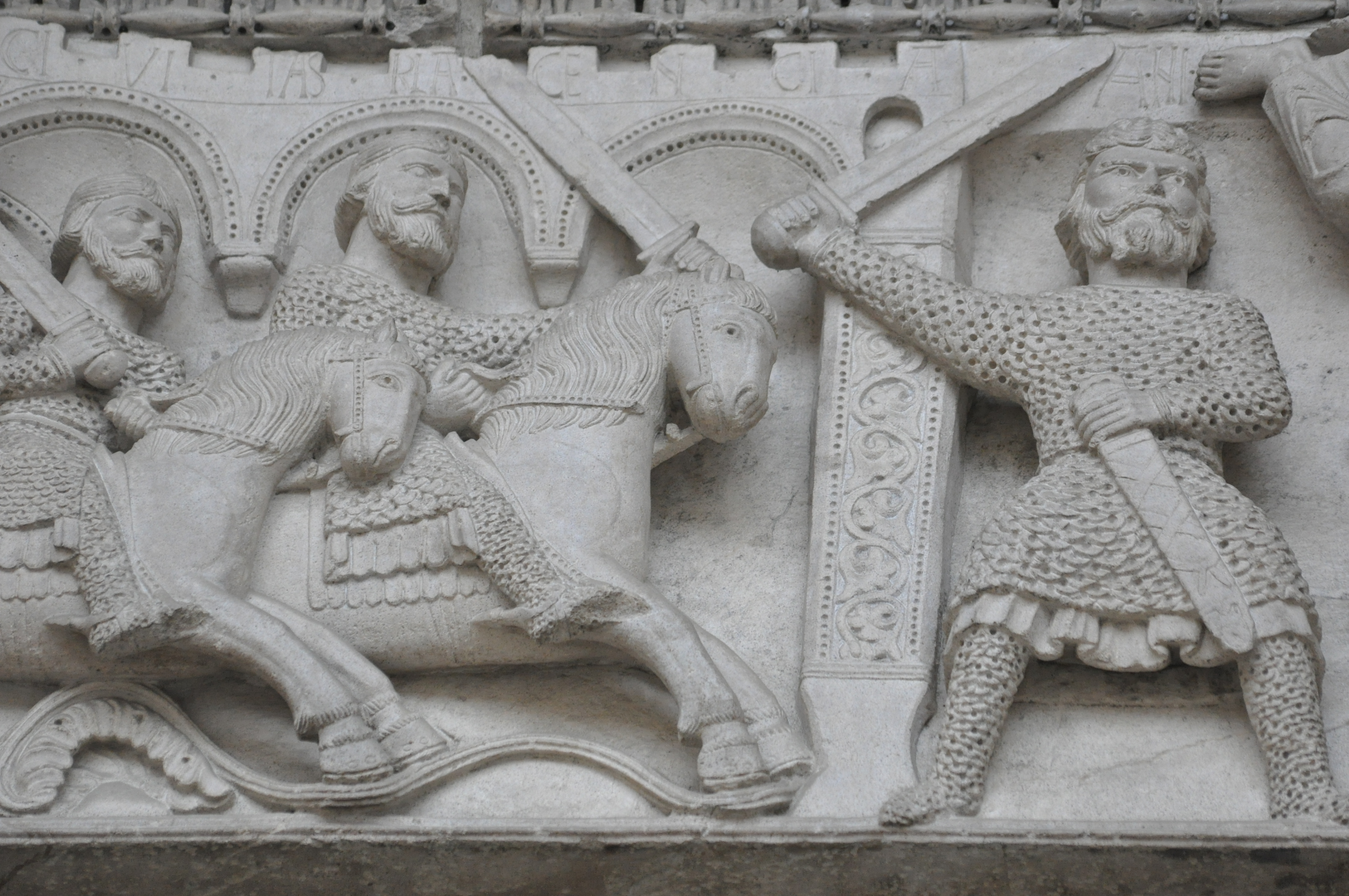
Romanisches Relief